# Maison de Koussov
La maison de Kousov ou maison Kousov est un monument architectural situé à Saint-Pétersbourg, sur l'île Vassilievski.

## Histoire
En 1792-1793, les terrains appartenaient au marchand I.V. Kousov, qui fit édifier un bâtiment à deux étages. En 1828, la maison fut achetée par l'impératrice Marie, qui ordonna l'adaptation du bâtiment aux besoins d'un hôpital. Au deuxième étage se trouvait l'église Sainte-Marie-Madeleine (fermée en 1918 ou 1922, restaurée plus tard) ; l'aile nord de la cour est devenue un bâtiment résidentiel. L'hôpital a été ouvert après rénovation en octobre 1829.

## Description
La façade principale, néoclassique, fait face au quai Makarov, souligné par six pilastres d'ordre corinthien, unissant les étages et complétés par un fronton à denticules. 
Le décor du vestibule, couvert d'une voûte à caissons, a été conservé ; l'escalier principal à trois volées est orné de vases décoratifs. Dans les locaux de l'ancienne salle à manger et de l'église, des moulures en stuc et des corniches ont été conservées .